# Циммер, Дитер
Дитер Эдуард Циммер (нем. Dieter Eduard Zimmer; 24 ноября 1934, Берлин — 19 июня 2020, Берлин) — немецкий журналист, писатель и переводчик.

## Биография
В 1950 году, в старших классах школы Дитер получил стипендию AFS для обучения в средней школе в Эванстоне в штате Иллинойс. Окончив школу, Циммер поступил в Свободный университет Берлина, где изучал литературу, лингвистику и английский язык, затем продолжил обучение в Женеве и снова в Эванстоне, в Северо-Западном университете, под руководством специалиста по Джойсу Ричарда Эллманна. После окончания университета Циммер некоторое время работал репетитором по языкам в Женеве и Франции. С 1959 года жил в Гамбурге, где долгое время был редактором еженедельной газеты Die Zeit, а с 1973 по 1977 год — редактором её литературно-художественной части (Feuilletonchef — шеф по фельетонам). С 2000 года Циммер работал внештатным автором, литературным критиком, переводчиком и публицистом в Берлине. Он опубликовал книги и журнальные статьи по психологии, биологии, антропологии, медицине, лингвистике, коммуникациям и библиотечному делу. С 1989 года Циммер был редактором немецкого полного собрания сочинений Владимира Набокова. Марсель Райх-Раницкий писал о важности Циммера как переводчика Набокова:
То, чего он достиг в этом отношении как переводчик, редактор и библиограф, настолько огромно и настолько исключительно, что может показаться самонадеянным давать его работе обычные похвалы. Именно так: мы обязаны ему больше, чем большинству немецких поэтов и романистов наших дней. Почему у нас на самом деле столько литературных премий, которые так охотно присуждаются тем, кто уже десять раз получал эту премию?
Циммер перевёл на немецкий язык произведения Набокова, Джеймса Джойса, Эдварда Гори, Натанаэла Уэста, Амброза Бирса и Хорхе Луиса Борхеса.

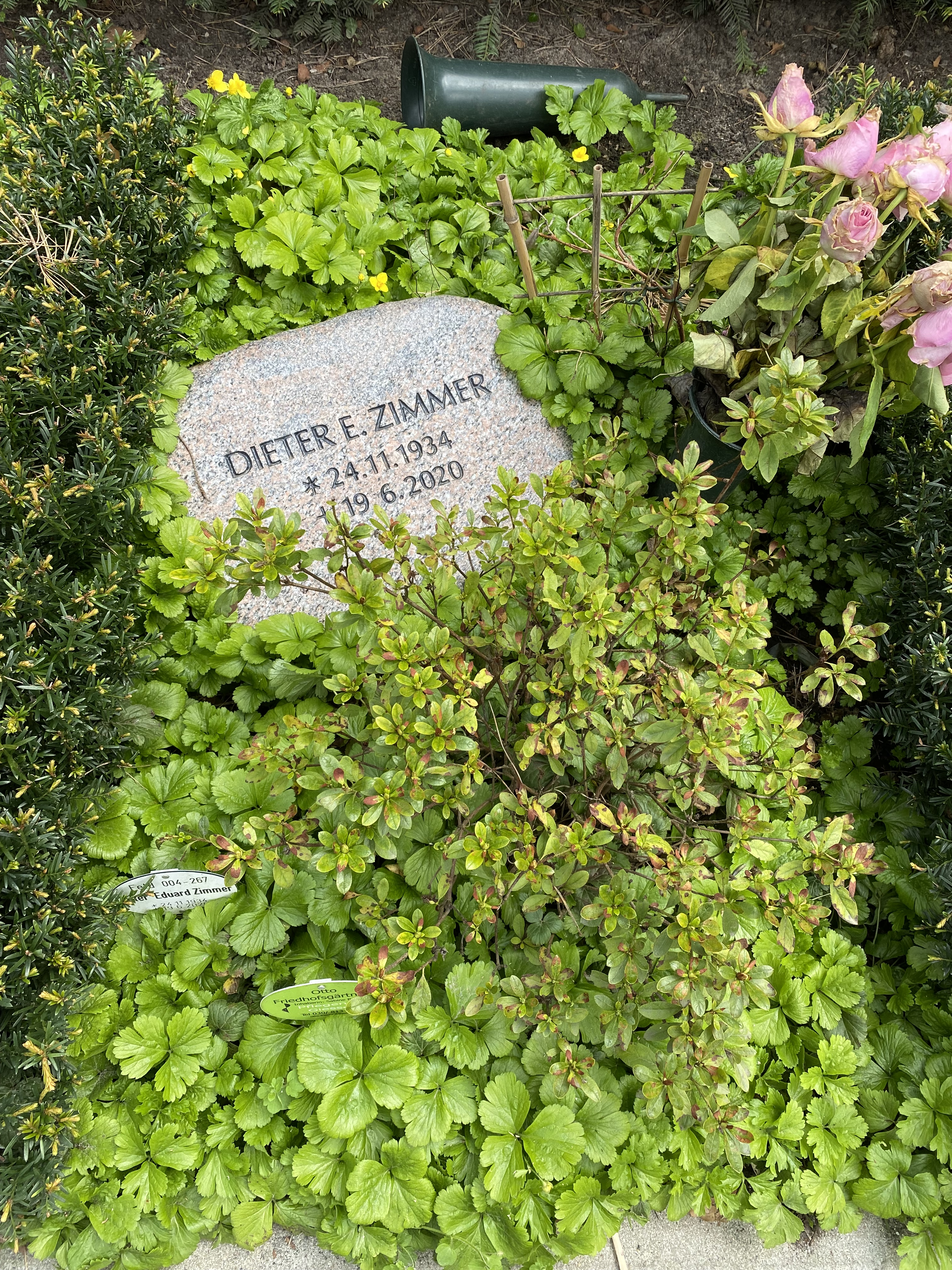
Могила Д. Циммера

С начала 1970-х он занимался исследованиями интеллекта в книгах и эссе, и прежде всего вопросом о том, передается ли интеллект по наследству. Он представлял нативистскую точку зрения, согласно которой коэффициент интеллекта в значительной степени передается по наследству. Циммер также писал о Зигмунде Фрейде и психоанализе, публиковал книги об изменении языка, такие как «Redens Arten» (Виды Реденса), «So kommt der Mensch zur Sprache» (Как человек начинает говорить) и «Die Wortlupe».
В поздравительной речи по случаю его 80-летия Йозеф Иоффе похвалил интеллектуальную «неподкупность» Циммера, его «краткий и ясный язык», с помощью которого он мог объяснить даже сложные вопросы, и его обширные знания, за что его называли «ренессансным человеком».
Дитер Э. Циммер умер 19 июня 2020 года в Берлине в возрасте 85 лет. Похоронен на Далемском лесном кладбище (участок 004-267).

## Семья
- Жена — Сабина Хартманн, соавтор некоторых работ Дитера Циммера[5].

## Сочинения
- Vladimir Nabokov — Bibliographie des Gesamtwerkes. 1963/64.
- Ein Medium kommt auf die Welt. 1970.
- Der Streit um die Intelligenz. 1975.
- Ich möchte lieber nicht, sagte Bartleby. 1978.
- Unsere erste Natur. 1979.
- Der Mythos der Gleichheit. Piper Verlag, München 1980, ISBN 3-492-00512-8. (Vorwort)
- Die Vernunft der Gefühle. 1981.
- Hühner — Tiere oder Eiweißmaschinen? Rowohlt, Reinbek bei Hamburg 1983, ISBN 978-3-499-17748-4.
- Schlafen und träumen. 1984.
- Redens-Arten. Über Trends und Tollheiten im neudeutschen Sprachgebrauch. Haffmans, Zürich 1986, ISBN 3-251-00071-3
- So kommt der Mensch zur Sprache. Über Spracherwerb, Sprachentstehung und Sprache & Denken. Haffmans, Zürich 1986, ISBN 3-251-00072-1
- Tiefenschwindel — Die endlose und die beendbare Psychoanalyse. 1986.
- Experimente des Lebens. 1989.
- Die Elektrifizierung der Sprache. 1991.
- Deutsch und anders — Die Sprache im Modernisierungsfieber. Rowohlt, Reinbek bei Hamburg 1997, ISBN 3-498-07661-2
- Die Bibliothek der Zukunft. Hoffmann und Campe, Hamburg 2000. Neubearbeitete Taschenbuchausgabe: Ullstein, München 2001, ISBN 3-548-36283-4
- Nabokovs Berlin, Nicolai, Berlin 2001, ISBN 978-3-87584-095-7.
- A Guide to Nabokov’s Butterflies and Moths. Selbstverlag, Hamburg 2001/03, ISBN 3-00-007609-3 (Web-Edition.)
- Sprache in Zeiten ihrer Unverbesserlichkeit. Hoffmann und Campe Verlag, Hamburg 2005, ISBN 3-455-09495-3.[12]
- Nabokov reist im Traum in das Innere Asiens. Mitarbeit Sabine Hartmann, Rowohlt, Reinbek 2006, ISBN 3-498-07663-9
- Die Wortlupe — Beobachtungen am Deutsch der Gegenwart. Hoffmann und Campe, Hamburg 2006, ISBN 3-455-09531-3
- Wirbelsturm Lolita — Auskünfte zu einem epochalen Roman. Rowohlt, Reinbek bei Hamburg 2008, ISBN 3-498-07666-3
- Ist Intelligenz erblich? Eine Klarstellung. Rowohlt, Reinbek bei Hamburg 2012, ISBN 3-498-07667-1